# British Academy Film Award de la meilleure actrice
Le British Academy Film Award de la meilleure actrice (British Academy Film Award for Best Actress in a Leading Role) est une récompense cinématographique britannique décernée depuis 1952 par la British Academy of Film and Television Arts (BAFTA) lors de la cérémonie annuelle des British Academy Film Awards.
De 1952 à 1968, il existe deux catégories pour la meilleure actrice : Meilleure actrice britannique et Meilleure actrice étrangère. En 1969, elles sont fusionnées pour n'en former qu'une seule : Meilleure actrice.

## Palmarès
Note : les gagnants sont indiqués en gras. Les années indiquées sont celles au cours desquelles la cérémonie a eu lieu, soit l'année suivant leur sortie en salles (au Royaume-Uni).
Le symbole ♕ rappelle le gagnant et ♙ une nomination à l'Oscar de la meilleure actrice la même année.

### Années 1950
De 1952 à 1968, 2 catégories : Meilleure actrice britannique et Meilleure actrice étrangère.
- 1953 :
  - Meilleure actrice britannique : Vivien Leigh pour le rôle de Blanche Dubois dans Un tramway nommé Désir (A Streetcar Named Desire) ♕
    - Ann Todd pour le rôle de Susan Garthwaite dans Le Mur du son (The Sound Barrier)
    - Celia Johnson pour le rôle de Matty Matheson dans I Believe in You
    - Phyllis Calvert pour le rôle de Christine dans Mandy

  - Meilleure actrice étrangère : Simone Signoret pour le rôle de Marie, dite « Casque d'Or » dans Casque d'Or
    - Nicole Stephane pour le rôle d'Élisabeth dans Les Enfants terribles
    - Judy Holliday pour le rôle de "Florrie" Keefer dans The Marrying Kind
    - Edwige Feuillère pour le rôle de Mademoiselle Julie dans Olivia
    - Katharine Hepburn pour le rôle de Pat Pemberton dans Mademoiselle Gagne-Tout (Pat and Mike)
- 1954 :
  - Meilleure actrice britannique : Audrey Hepburn pour le rôle de la Princesse Ann "Anya Smith" dans Vacances romaines (Roman Holiday) ♕
    - Celia Johnson pour le rôle de Maud St James dans Capitaine Paradis (The Captain's Paradise)

  - Meilleure actrice étrangère : Leslie Caron pour le rôle de Lili Daurier dans Lili ♙
    - Shirley Booth pour le rôle de Lola Delaney dans Reviens petite Sheba (Come Back, Little Sheba) ♙
    - Maria Schell pour le rôle de Helen Rolt dans Le Fond du problème (The Heart of the Matter)
    - Marie Powers pour le rôle de Madame Flora dans The Medium
- 1955 :
  - Meilleure actrice britannique : Yvonne Mitchell pour le rôle de Sonja Slavko dans Les hommes ne comprendront jamais (The Divided Heart) ♕
    - Brenda De Banzie pour le rôle de Maggie Hobson dans Chaussure à son pied (Hobson's Choice)
    - Audrey Hepburn pour le rôle de Sabrina Fairchild dans Sabrina (Sabrina Fair) ♙
    - Margaret Leighton pour le rôle de Valerie Carrington dans Carrington V.C.
    - Noelle Middleton pour le rôle du Capitaine Alison L. Graham dans Carrington V.C.

  - Meilleure actrice étrangère : Cornell Borchers pour le rôle de Inga Hartl dans Les hommes ne comprendront jamais (The Divided Heart) ♙
    - Shirley Booth pour le rôle de Mrs. Vivien Leslie dans Romance sans lendemain (About Mrs. Leslie)
    - Grace Kelly pour le rôle de Margot Wendice dans Le crime était presque parfait (Dial M for Murder)
    - Gina Lollobrigida pour le rôle de "La Bersagliera" dans Pain, Amour et Fantaisie (Bread, Love and Dreams)
    - Judy Holliday pour le rôle de Nina Tracey dans Phffft!
- 1956 :
  - Meilleure actrice britannique : Katie Johnson pour le rôle de Mme Wilberforce dans Tueurs de dames (The Ladykillers) ♕
    - Deborah Kerr pour le rôle de Sarah Miles dans Vivre un grand amour (The End of the Affair)
    - Margaret Johnson pour le rôle de Helen Fletcher dans Touch and Go
    - Margaret Lockwood pour le rôle de Freda Jeffries dans Cast a Dark Shadow

  - Meilleure actrice étrangère : Betsy Blair pour le rôle de Clara Snyder dans Marty ♙
    - Dorothy Dandridge pour le rôle de Carmen Jones dans Carmen Jones ♙
    - Judy Garland pour le rôle d'Esther Blodgett / Vicki Lester dans Une étoile est née (A Star Is Born) ♙
    - Julie Harris pour le rôle de Sally Bowles dans Une fille comme ça (I Am a Camera)
    - Katharine Hepburn pour le rôle de Jane Hudson dans Vacances à Venise (Summertime) ♙
    - Grace Kelly pour le rôle de Georgie Elgin dans Une fille de la province (The Country Girl) ♕
    - Giulietta Masina pour le rôle de Gelsomina dans La strada
    - Marilyn Monroe pour le rôle de la fille dans Sept Ans de réflexion (The Seven Year Itch)
- 1957 :
  - Meilleure actrice britannique : Virginia McKenna pour le rôle de Jean Paget dans Ma vie commence en Malaisie (A Town Like Alice)
    - Dorothy Alison pour le rôle de l'infirmière Brace dans Vainqueur du ciel (Reach for the Sky)
    - Audrey Hepburn pour le rôle de Natacha Rostov dans Guerre et Paix (War and Peace)

  - Meilleure actrice étrangère : Anna Magnani pour le rôle de Serafina Delle Rose dans La Rose tatouée (The Rose Tattoo) ♕
    - Carroll Baker pour le rôle de Baby Doll Meighan dans Baby Doll ♙
    - Ava Gardner pour le rôle de Victoria Jones dans La Croisée des destins (Bhowani Junction)
    - Maria Schell pour le rôle de Gervaise Macquart dans Gervaise
    - Jean Simmons pour le rôle de Sarah Brown dans Blanches colombes et vilains messieurs (Guys and Dolls)
    - Susan Hayward pour le rôle de Lillian Roth dans Une femme en enfer (I'll Cry Tomorrow) ♙
    - Kim Novak pour le rôle de Marjorie "Madge" Owens dans Picnic
    - Marisa Pavan pour le rôle de Rosa Delle Rose dans La Rose tatouée (The Rose Tattoo)
    - Eva Dahlbeck pour le rôle de Desiree Armfeldt dans Sourires d'une nuit d'été (Sommarnattens leende)
    - Shirley MacLaine pour le rôle de Jennifer dans Mais qui a tué Harry ? (The Trouble with Harry)
- 1958 :
  - Meilleure actrice britannique : Heather Sears pour le rôle d'Esther Costello dans Le Scandale Costello (The Story of Esther Costello)
    - Deborah Kerr pour le rôle de Laura Reynolds dans Thé et Sympathie (Tea and Sympathy)
    - Sylvia Syms pour le rôle de Georgie Harlow dans Woman in a Dressing Gown

  - Meilleure actrice étrangère : Simone Signoret pour le rôle d'Élisabeth Proctor dans Les Sorcières de Salem
    - Augusta Dabney pour le rôle de Maggie Bowden dans That Night!
    - Katharine Hepburn pour le rôle de Lizzie Curry dans Le Faiseur de pluie (The Rainmaker) ♙
    - Marilyn Monroe pour le rôle d'Elsie Marina dans Le Prince et la Danseuse (The Prince and the Showgirl)
    - Lilli Palmer pour le rôle d'Anna Anderson dans Anastasia, la dernière fille du tsar
    - Eva Marie Saint pour le rôle de Celia Pope dans Une poignée de neige
    - Joanne Woodward pour le rôle d'Eve White / Eve Black / Jane dans Les Trois Visages d'Ève (The Three Faces of Eve) ♕
- 1959 :
  - Meilleure actrice britannique : Irene Worth pour le rôle de Leonie dans Ordres d'exécution (Orders to Kill)
    - Virginia McKenna pour le rôle de Violette Szabo dans Agent secret S.Z. (Carve Her Name with Pride)
    - Hermione Baddeley pour le rôle d'Elspeth dans Les Chemins de la haute ville (Room at the Top)

  - Meilleure actrice étrangère : Simone Signoret pour le rôle d'Alice Aisgill dans Les Chemins de la haute ville (Room at the Top) ♕
    - Karuna Bannerjee pour le rôle de Sarbojaya Ray dans L'Invaincu (The Unvanquished)
    - Elizabeth Taylor pour le rôle de Maggie Pollit dans La Chatte sur un toit brûlant (Cat on a Hot Tin Roof) ♙
    - Ingrid Bergman pour le rôle de Gladys Aylward dans L'Auberge du sixième bonheur (The Inn of the Sixth Happiness)
    - Tatyana Samojlova pour le rôle de Veronika dans Quand passent les cigognes (The Cranes Are Flying)
    - Joanne Woodward pour le rôle de Leola Boone dans No Down Payment
    - Giulietta Masina pour le rôle de Cabiria dans Les Nuits de Cabiria (Nights of Cabiria)
    - Anna Magnani pour le rôle de Gioia dans Car sauvage est le vent (Wild Is the Wind) ♙

### Années 1960
- 1960 :
  - Meilleure actrice britannique : Audrey Hepburn pour le rôle de Gabrielle Van der Mal / Sœur Luc dans Au risque de se perdre (The Nun's Story) ♙
    - Kay Walsh pour le rôle de Coker dans De la bouche du cheval (The Horse's Mouth)
    - Sylvia Syms pour le rôle de Hetty dans No Trees in the Street
    - Peggy Ashcroft pour le rôle de Mère Mathilde dans Au risque de se perdre (The Nun's Story) ♙
    - Yvonne Mitchell pour le rôle de Mildred dans Opération Scotland Yard (Sapphire)

  - Meilleure actrice étrangère : Shirley MacLaine pour le rôle de Meg Wheeler dans Une fille très avertie (Ask Any Girl)
    - Rosalind Russell pour le rôle de Mame Dennis dans Ma tante (Auntie Mame) ♙
    - Susan Hayward pour le rôle de Barbara Graham dans Je veux vivre ! (I Want to Live!) ♕
    - Ava Gardner pour le rôle de Moira Davidson dans Le Dernier Rivage (On the Beach)
    - Ellie Lambeti pour le rôle de Hloi Pella dans To Telefteo psemma
- 1961 :
  - Meilleure actrice britannique : Rachel Roberts pour le rôle de Brenda dans Samedi soir, dimanche matin (Saturday Night and Sunday Morning)
    - Hayley Mills pour le rôle de Pollyanna dans Pollyanna
    - Wendy Hiller pour le rôle de Gertrude Morel dans Amants et fils (Sons and Lovers)

  - Meilleure actrice étrangère : Shirley MacLaine pour le rôle de Fran Kubelik dans La Garçonnière (The Apartment) ♙
    - Pier Angeli pour le rôle de Anna Curtis dans Le Silence de la colère (The Angry Silence)
    - Monica Vitti pour le rôle de Claudia dans L'Avventura
    - Jean Simmons pour le rôle de la sœur Sharon Falconer dans Elmer Gantry le charlatan (Elmer Gantry)
    - Emmanuelle Riva pour le rôle de Elle dans Hiroshima mon amour
    - Melina Mercouri pour le rôle d'Ilya dans Jamais le dimanche (Never on Sunday) ♙
- 1962 :
  - Meilleure actrice britannique : Dora Bryan pour le rôle de Helen dans Un goût de miel (A Taste of Honey)
    - Deborah Kerr pour le rôle d'Ida Carmody dans Horizons sans frontières (The Sundowners) ♙
    - Hayley Mills pour le rôle de Kathy Bostock dans Le vent garde son secret (Whistle Down the Wind)

  - Meilleure actrice étrangère : Sophia Loren pour le rôle de Cesira dans La ciociara  ♕
    - Piper Laurie pour le rôle de Sara Packard dans L'Arnaqueur (The Hustler) ♙
    - Claudia McNeil pour le rôle de Lena Younger dans Un raisin au soleil (A Raisin in the Sun)
    - Annie Girardot pour le rôle de Nadia dans Rocco et ses frères (Rocco and His Brothers)
    - Jean Seberg pour le rôle de Patricia Franchini dans À bout de souffle (Breathless)
- 1963 :
  - Meilleure actrice britannique : Leslie Caron pour le rôle de Jane Fosset dans La Chambre indiscrète (The L-Shaped Room) ♙
    - Janet Munro pour le rôle de Pat Harris dans Accusé, levez-vous (Life for Ruth)
    - Virginia Maskell pour le rôle de Virginia dans The Wild and the Willing

  - Meilleure actrice étrangère : Anne Bancroft pour le rôle d'Annie Sullivan dans Miracle en Alabama (The Miracle Worker) ♕
    - Jeanne Moreau pour le rôle de Catherine dans Jules et Jim
    - Anouk Aimée pour le rôle de Lola (Cécile) dans Lola
    - Melina Mercouri pour le rôle de Phèdre dans Phaedra
    - Natalie Wood pour le rôle de Wilma Dean 'Deanie' Loomis dans La Fièvre dans le sang (Splendor in the Grass) ♙
    - Geraldine Page pour le rôle d'Alexandra Del Lago dans Doux Oiseau de jeunesse (Sweet Bird of Youth) ♙
    - Harriet Andersson pour le rôle de Karin dans À travers le miroir (Såsom i en spegel)
- 1964 :
  - Meilleure actrice britannique : Rachel Roberts pour le rôle de Mme Margaret Hammond dans Le Prix d'un homme (This Sporting Life) ♙
    - Julie Christie pour le rôle de Liz dans Billy le menteur (Billy Liar)
    - Sarah Miles pour le rôle de Vera dans The Servant
    - Barbara Windsor pour le rôle de Maggie Gooding dans Sparrers Can't Sing
    - Edith Evans pour le rôle de Miss Western dans Tom Jones

  - Meilleure actrice étrangère : Patricia Neal pour le rôle d'Alma Brown dans Le Plus Sauvage d'entre tous (Hud) ♕
    - Lee Remick pour le rôle de Kirsten Arnesen Clay dans Le Jour du vin et des roses (Days of Wine and Roses) ♙
    - Daniela Rocca pour le rôle de Rosalia Cefalù dans Divorce à l'italienne (Divorzio all'italiana)
    - Joan Crawford pour le rôle de Blanche Hudson dans Qu'est-il arrivé à Baby Jane ? (What Ever Happened to Baby Jane?)
    - Bette Davis pour le rôle de Baby Jane Hudson dans Qu'est-il arrivé à Baby Jane ? (What Ever Happened to Baby Jane?) ♙
- 1965 :
  - Meilleure actrice britannique : Audrey Hepburn pour le rôle de Regina "Reggie" Lampert dans Charade
    - Julie Andrews pour le rôle de Mary Poppins dans Mary Poppins ♕
    - Edith Evans pour le rôle de Mrs. St. Maugham dans Mystère sur la falaise (The Chalk Garden)
    - Deborah Kerr pour le rôle de Miss Madrigal dans Mystère sur la falaise (The Chalk Garden)
    - Rita Tushingham pour le rôle de Kate Brady dans La Fille aux yeux verts (Girl with Green Eyes)

  - Meilleure actrice étrangère : Anne Bancroft pour le rôle de Jo Armitage dans Le Mangeur de citrouilles (The Pumpkin Eater) ♙
    - Ava Gardner pour le rôle de Maxine Faulk dans La Nuit de l'iguane (The Night of the Iguana)
    - Shirley MacLaine pour le rôle d'Irma La Douce dans Irma la Douce ♙
    - Shirley MacLaine pour le rôle de Louisa May Foster dans Madame croque-maris (What a Way to Go!)
    - Kim Stanley pour le rôle de Myra Savage dans Le Rideau de brume (Séance on a Wet Afternoon) ♙
- 1966 :
  - Meilleure actrice britannique : Julie Christie pour le rôle de Diana Scott dans Darling ♕
    - Julie Andrews pour le rôle d'Emily Barham dans Les Jeux de l'amour et de la guerre (The Americanization of Emily)
    - Julie Andrews pour le rôle de Maria von Trapp dans La Mélodie du bonheur (The Sound of Music) ♙
    - Maggie Smith pour le rôle de Nora dans Le Jeune Cassidy (Young Cassidy)
    - Rita Tushingham pour le rôle de Nancy Jones dans Le Knack... et comment l'avoir (The Knack …and How to Get It)

  - Meilleure actrice étrangère : Patricia Neal pour le rôle du Lieutenant Maggie Haines dans Première victoire (In Harm's Way) ♙
    - Lila Kedrova pour le rôle de Madame Hortense dans Zorba le Grec (Αλέξης Ζορμπάς)
    - Simone Signoret pour le rôle de La Contessa dans La Nef des fous (Ship of Fools) ♙
- 1967 :
  - Meilleure actrice britannique : Elizabeth Taylor pour le rôle de Martha dans Qui a peur de Virginia Woolf ? (Who's Afraid of Virginia Woolf?) ♕
    - Julie Christie pour le rôle de Larissa "Lara" Antipova dans Le Docteur Jivago (Doctor Zhivago)
    - Julie Christie pour le rôle de Clarisse / Linda Montag dans Fahrenheit 451
    - Lynn Redgrave pour le rôle de Georgy dans Georgy Girl ♙
    - Vanessa Redgrave pour le rôle de Leonie Delt dans Morgan (Morgan: A Suitable Case for Treatment) ♙

  - Meilleure actrice étrangère : Jeanne Moreau pour le rôle de Maria II dans Viva María !
    - Brigitte Bardot pour le rôle de Maria I dans Viva María !
    - Joan Hackett pour le rôle de Dottie dans Le Groupe (The Group)
- 1968 :
  - Meilleure actrice britannique : Edith Evans pour le rôle de Martha dans Les Chuchoteurs (The Whisperers) ♙
    - Barbara Jefford pour le rôle de Molly Bloom dans Ulysses
    - Elizabeth Taylor pour le rôle de Catharina dans La Mégère apprivoisée (The Taming of the Shrew)

  - Meilleure actrice étrangère : Anouk Aimée pour le rôle d'Anne Gauthier dans Un homme et une femme ♙
    - Bibi Andersson pour le rôle de Charlotte dans Ma sœur, mon amour (Syskonbädd 1782)
    - Bibi Andersson pour le rôle d'Alma dans Persona
    - Jane Fonda pour le rôle de Corrie Bratter dans Pieds nus dans le parc (Barefoot in the Park)
    - Simone Signoret pour le rôle d'Elsa Fennan dans M.15 demande protection (The Deadly Affair)

De 1969 à 1994, fusion en une seule catégorie : Meilleure actrice.
- 1969 :
  - Katharine Hepburn pour le rôle de Christina Drayton dans Devine qui vient dîner ? (Guess Who's Coming to Dinner) ♕
  - Katharine Hepburn pour le rôle d'Aliénor d’Aquitaine dans Le Lion en hiver (The Lion in Winter) ♕
    - Catherine Deneuve pour le rôle de Séverine Sérizy dans Belle de jour
    - Anne Bancroft pour le rôle de Mme Robinson dans Le Lauréat (The Graduate) ♙
    - Joanne Woodward pour le rôle de Rachel Cameron dans Rachel, Rachel ♙

### Années 1970
- 1970 : Maggie Smith pour le rôle de Jean Brodie dans Les Belles Années de Miss Brodie (The Prime of Miss Jean Brodie) ♕
  - Mia Farrow pour le rôle de Mary dans John et Mary (John and Mary)
  - Mia Farrow pour le rôle de Rosemary Woodhouse dans Rosemary's Baby
  - Mia Farrow pour le rôle de Cenci dans Cérémonie secrète (Secret Ceremony)
  - Glenda Jackson pour le rôle de Gudrun Brangwen dans Love (Women in Love) ♕
  - Barbra Streisand pour le rôle de Fanny Brice dans Funny Girl ♕
  - Barbra Streisand pour le rôle de Dolly Levi dans Hello, Dolly !
  - Mary Wimbush pour le rôle de Mary Smith dans Ah Dieu ! que la guerre est jolie (Oh! What a Lovely War)
- 1971 :
  - Katharine Ross pour le rôle d'Etta Place dans Butch Cassidy et le Kid (Butch Cassidy and the Sundance Kid)
  - Katharine Ross pour le rôle de Lola Boniface dans Willie Boy (Tell Them Willie Boy Is Here)
    - Jane Fonda pour le rôle de Gloria Beatty dans On achève bien les chevaux (They Shoot Horses, Don't They?) ♙
    - Goldie Hawn pour le rôle de Toni Simmons dans Fleur de cactus (Cactus Flower)
    - Goldie Hawn pour le rôle de Marion dans Une fille dans ma soupe (There's a Girl in My Soup)
    - Sarah Miles pour le rôle de Rosy Ryan dans La Fille de Ryan (Ryan's Daughter) ♙
- 1972 : Glenda Jackson pour le rôle d'Alex Greville dans Un dimanche comme les autres (Sunday Bloody Sunday) ♙
  - Lynn Carlin pour le rôle de Lynn Tyne dans Taking Off
  - Julie Christie pour le rôle de Marian / Lady Trimingham dans Le Messager (The Go-Between)
  - Jane Fonda pour le rôle de Bree Daniels dans Klute ♕
  - Nanette Newman pour le rôle de Jill Matthews dans The Raging Moon
- 1973 : Liza Minnelli pour le rôle de Sally Bowles dans Cabaret ♕
  - Stéphane Audran pour le rôle de Hélène David dans Le Boucher (The Butcher)
  - Anne Bancroft pour le rôle de Lady Jennie Churchill dans Les Griffes du lion (Young Winston)
  - Dorothy Tutin pour le rôle de Sophie Brzeska dans Savage Messiah
- 1974 :
  - Stéphane Audran pour le rôle de Mme Sénéchal dans Le Charme discret de la bourgeoisie
  - Stéphane Audran pour le rôle de Hélène Masson dans Juste avant la nuit
    - Julie Christie pour le rôle de Laura Baxter dans Ne vous retournez pas (Don't Look Now)
    - Glenda Jackson pour le rôle de Vicki Allessio dans Une maîtresse dans les bras, une femme sur le dos (A Touch of Class) ♕
    - Diana Ross pour le rôle de Billie Holiday dans Lady Sings the Blues ♙
    - Ingrid Thulin pour le rôle de Karin dans Cris et chuchotements (Viskningar och rop)
- 1975 : Joanne Woodward pour le rôle de Rita Walden dans Summer Wishes, Winter Dreams ♙
  - Faye Dunaway pour le rôle d'Evelyn Mulwray dans Chinatown ♙
  - Barbra Streisand pour le rôle de Katie Morosky dans Nos plus belles années (The Way We Were) ♙
  - Cicely Tyson pour le rôle de Jane Pittman dans The Autobiography of Miss Jane Pittman
- 1976 : Ellen Burstyn pour le rôle d'Alice Hyatt dans Alice n'est plus ici (Alice Doesn't Live Here Anymore) ♕
  - Anne Bancroft pour le rôle d'Edna Edison dans Le prisonnier de la seconde avenue (The Prisoner of Second Avenue)
  - Valerie Perrine pour le rôle de Honey Bruce dans Lenny ♙
  - Liv Ullmann pour le rôle de Marianne dans Scènes de la vie conjugale (Scener ur ett äktenskap)
- 1977 : Louise Fletcher pour le rôle de l'infirmière Mildred Ratched dans Vol au-dessus d'un nid de coucou (One Flew Over the Cuckoo's Nest) ♕
  - Lauren Bacall pour le rôle de Bond Rogers dans Le Dernier des géants (The Shootist)
  - Rita Moreno pour le rôle de Googie Gomez dans The Ritz
  - Liv Ullmann pour le rôle de Dr Jenny Isaksson dans Face à face (Ansikte mot ansikte)
- 1978 : Diane Keaton pour le rôle d'Annie Hall dans Annie Hall ♕
  - Faye Dunaway pour le rôle de Diana Christensen dans Main basse sur la T.V. (Network) ♕
  - Shelley Duvall pour le rôle de Mildred Lammoreaux dans Trois femmes (3 Women)
  - Lily Tomlin pour le rôle de Margo Sperling dans Le chat connaît l'assassin (The Late Show)
- 1979 : Jane Fonda pour le rôle de Lillian Hellman dans Julia ♙
  - Anne Bancroft pour le rôle d'Emma Jacklin dans Le Tournant de la vie (The Turning Point) ♙
  - Jill Clayburgh pour le rôle d'Erica dans La Femme libre (An Unmarried Woman)
  - Marsha Mason pour le rôle de Paula McFadden dans Adieu, je reste (The Goodbye Girl) ♙

### Années 1980
- 1980 : Jane Fonda pour le rôle de Kimberly Wells dans Le Syndrome chinois (The China Syndrome) ♙
  - Diane Keaton pour le rôle de Mary Wilkie dans Manhattan
  - Maggie Smith pour le rôle de Diana Barrie dans California hôtel (California Suite)
  - Meryl Streep pour le rôle de Linda dans Voyage au bout de l'enfer (The Deer Hunter)
- 1981 : Judy Davis pour le rôle de Sybylla Melvyn dans Ma brillante carrière
  - Shirley MacLaine pour le rôle d'Eve Rand dans Bienvenue, Mister Chance (Being There)
  - Bette Midler pour le rôle de Mary Rose Foster, "The Rose" dans The Rose ♙
  - Meryl Streep pour le rôle de Joanna Kramer dans Kramer contre Kramer (Kramer vs. Kramer)
- 1982 : Meryl Streep pour le rôle de Sarah / Anna dans La Maîtresse du lieutenant français (The French Lieutenant's Woman) ♙
  - Mary Tyler Moore pour le rôle de Beth Jarrett dans Des gens comme les autres (Ordinary People) ♙
  - Maggie Smith pour le rôle de Lois Heidler dans Quartet
  - Sissy Spacek pour le rôle de Loretta Webb / Lynn dans Nashville Lady (Coal Miner's Daughter) ♕
- 1983 : Katharine Hepburn pour le rôle d'Ethel Thayer dans La Maison du lac (On Golden Pond) ♕
  - Diane Keaton pour le rôle de Louise Bryant dans Reds ♙
  - Jennifer Kendal pour le rôle de Miss Violet Stoneham dans 36 Chowringee Lane
  - Sissy Spacek pour le rôle de Beth Horman dans Missing ♙
- 1984 : Julie Walters pour le rôle de Rita / Susan dans L'Éducation de Rita (Educating Rita) ♙
  - Jessica Lange pour le rôle de Julie Nichols dans Tootsie
  - Phyllis Logan pour le rôle de Janie dans Les Cœurs captifs (Another Time, Another Place)
  - Meryl Streep pour le rôle de Sophie Zawistowski dans Le Choix de Sophie (Sophie's Choice) ♕
- 1985 : Maggie Smith pour le rôle de Joyce Chilvers dans Porc royal (A Private Function)
  - Shirley MacLaine pour le rôle d'Aurora Greenway dans Tendres Passions (Terms of Endearment) ♕
  - Helen Mirren pour le rôle de Marcella dans Cal
  - Meryl Streep pour le rôle de Karen Silkwood dans Le Mystère Silkwood (Silkwood) ♙
- 1986 : Peggy Ashcroft pour le rôle de Mrs Moore dans La Route des Indes (A Passage to India) ♙
  - Mia Farrow pour le rôle de Cecilia dans La Rose pourpre du Caire (The Purple Rose of Cairo)
  - Kelly McGillis pour le rôle de Rachel Lapp dans Witness
  - Alexandra Pigg pour le rôle d'Elaine dans Bons baisers de Liverpool (Letter to Brezhnev)
- 1987 : Maggie Smith pour le rôle de Charlotte Bartlett dans Chambre avec vue (A Room with a View)
  - Mia Farrow pour le rôle de Hannah dans Hannah et ses sœurs (Hannah and Her Sisters)
  - Meryl Streep pour le rôle de Karen Christence Dinesen Blixen dans Out of Africa ♙
  - Cathy Tyson (en) pour le rôle de Simone dans Mona Lisa
- 1988 : Anne Bancroft pour le rôle de Helene Hanff dans 84 Charing Cross Road
  - Emily Lloyd pour le rôle de Lynda Mansell dans Wish You Were Here
  - Sarah Miles pour le rôle de Grace Rowan dans La Guerre à sept ans (Hope and Glory)
  - Julie Walters pour le rôle de Christine Painter dans Personal Services
- 1989 : Maggie Smith pour le rôle de Judith Hearne dans The Lonely Passion of Judith Hearne
  - Stéphane Audran pour le rôle de Babette dans Le Festin de Babette (Babettes gæstebud)
  - Cher pour le rôle de Loretta Castorini dans Éclair de lune (Moonstruck) ♙
  - Jamie Lee Curtis pour le rôle de Wanda Gershwitz dans Un poisson nommé Wanda (A Fish Called Wanda)

### Années 1990
- 1990 : Pauline Collins pour le rôle de Shirley Valentine-Bradshaw dans Shirley Valentine
  - Glenn Close pour le rôle de la marquise de Merteuil dans Les Liaisons dangereuses (Dangerous Liaisons) ♙
  - Jodie Foster pour le rôle de Sarah Tobias dans Les Accusés (The Accused) ♕
  - Melanie Griffith pour le rôle de Tess McGill dans Working Girl ♙
- 1991 : Jessica Tandy pour le rôle de Daisy Werthan dans Miss Daisy et son chauffeur (Driving Miss Daisy) ♕
  - Shirley MacLaine pour le rôle de Doris Mann dans Bons Baisers d'Hollywood (Postcards from the Edge) ♙
  - Michelle Pfeiffer pour le rôle de Susie Diamond dans Susie et les Baker Boys (The Fabulous Baker Boys) ♙
  - Julia Roberts pour le rôle de Vivian Ward dans Pretty Woman ♙
- 1992 : Jodie Foster pour le rôle de Clarice Starling dans Le Silence des agneaux (The Silence of the Lambs) ♕
  - Geena Davis pour le rôle de Thelma Dickinson dans Thelma et Louise (Thelma & Louise) ♙
  - Susan Sarandon pour le rôle de Louise Sawyer dans Thelma et Louise (Thelma & Louise) ♙
  - Juliet Stevenson pour le rôle de Nina dans Truly Madly Deeply
- 1993 : Emma Thompson pour le rôle de Margaret Schlegel dans Retour à Howards End (Howards End) ♕
  - Judy Davis pour le rôle de Sally dans Maris et Femmes (Husbands and Wives)
  - Tara Morice pour le rôle de Fran dans Ballroom Dancing (Strictly Ballroom)
  - Jessica Tandy pour le rôle de Ninny Threadgoode dans Beignets de tomates vertes (Fried Green Tomatoes)
- 1994 : Holly Hunter pour le rôle d'Ada McGrath dans La Leçon de piano (The Piano) ♕
  - Miranda Richardson pour le rôle de Vivienne Haigh-Wood dans Tom & Viv ♙
  - Emma Thompson pour le rôle de Miss Kenton dans Les Vestiges du jour (The Remains of the Day) ♙
  - Debra Winger pour le rôle de Joy Gresham dans Les Ombres du cœur (Shadowlands) ♙

Depuis 1995 : Meilleure actrice dans un rôle principal.
- 1995 : Susan Sarandon pour le rôle de Reggie Love dans Le Client (The Client) ♙
  - Linda Fiorentino pour le rôle de Bridget Gregory / Wendy Kroy dans Last Seduction
  - Irène Jacob pour le rôle de Valentine Dussaut dans Trois Couleurs : Rouge
  - Uma Thurman pour le rôle de Mia Wallace dans Pulp Fiction
- 1996 : Emma Thompson pour le rôle d'Elinor Dashwood dans Raison et Sentiments (Sense and Sensibility) ♙
  - Nicole Kidman pour le rôle de Suzanne Stone Maretto dans Prête à tout (To Die For)
  - Helen Mirren pour le rôle de la reine Charlotte dans La Folie du roi George (The Madness of King George)
  - Elisabeth Shue pour le rôle de Sera dans Leaving Las Vegas
- 1997 : Brenda Blethyn pour le rôle de Cynthia dans Secrets et Mensonges (Secrets & Lies) ♙
  - Frances McDormand pour le rôle de Marge Gunderson dans Fargo ♕
  - Kristin Scott Thomas pour le rôle de Katharine Clifton dans Le Patient anglais (The English Patient) ♙
  - Emily Watson pour le rôle de Bess McNeill dans Breaking the Waves ♙
- 1998 : Judi Dench pour le rôle de la reine Victoria dans La Dame de Windsor (Mrs. Brown) ♙
  - Kim Basinger pour le rôle de Lynn Bracken dans L.A. Confidential
  - Kathy Burke pour le rôle de Valérie dans Ne pas avaler (Nil by Mouth)
  - Helena Bonham Carter pour le rôle de Kate Croy dans Les Ailes de la colombe (The Wings of the Dove) ♙
- 1999 : Cate Blanchett pour le rôle de la reine Élisabeth Ire dans Elizabeth ♙
  - Jane Horrocks pour le rôle de Little Voice dans Little Voice
  - Gwyneth Paltrow pour le rôle de Viola De Lesseps dans Shakespeare in Love ♕
  - Emily Watson pour le rôle de Jacqueline du Pré dans Hilary et Jackie (Hilary and Jackie) ♙

### Années 2000
- 2000 : Annette Bening pour le rôle de Carolyn Burnham dans American Beauty ♙
  - Linda Bassett pour le rôle d'Ella Khan dans Fish and Chips (East is East)
  - Julianne Moore pour le rôle de Sarah Miles dans La Fin d'une liaison (The End of the Affair) ♙
  - Emily Watson pour le rôle d'Angela McCourt dans Les Cendres d'Angela (Angela's Ashes)
- 2001 : Julia Roberts pour le rôle d'Erin Brockovich dans Erin Brockovich, seule contre tous (Erin Brockovich) ♕
  - Juliette Binoche pour le rôle de Vianne Rocher dans Le Chocolat (Chocolat) ♙
  - Kate Hudson pour le rôle de Penny Lane dans Presque célèbre (Almost Famous)
  - Hilary Swank pour le rôle de Teena Brandon dans Boys Don't Cry ♕
  - Michelle Yeoh pour le rôle de Yui Hsui Lien dans Tigre et Dragon (卧虎藏龙)
- 2002 : Judi Dench pour le rôle d'Iris Murdoch dans Iris ♙
  - Nicole Kidman pour le rôle de Grace Stewart dans Les Autres (The Others)
  - Sissy Spacek pour le rôle de Ruth Fowler dans In the Bedroom ♙
  - Audrey Tautou pour le rôle d'Amélie Poulain dans Le Fabuleux Destin d'Amélie Poulain
  - Renée Zellweger pour le rôle de Bridget Jones dans Le Journal de Bridget Jones (Bridget Jones's Diary)
- 2003 : Nicole Kidman pour le rôle de Virginia Woolf dans The Hours ♕
  - Halle Berry pour le rôle de Leticia Musgrove dans À l'ombre de la haine (Monster's Ball) ♕
  - Salma Hayek pour le rôle de Frida Kahlo dans Frida ♙
  - Meryl Streep pour le rôle de Clarissa Vaughan dans The Hours
  - Renée Zellweger pour le rôle de Roxie Hart dans Chicago ♙
- 2004 : Scarlett Johansson pour le rôle de Charlotte dans Lost in Translation
  - Scarlett Johansson pour le rôle de Griet dans La Jeune Fille à la perle (Girl with a Pearl Earring)
  - Anne Reid pour le rôle de May dans The Mother
  - Uma Thurman pour le rôle de Beatrix Kiddo dans Kill Bill : Volume 1 (Kill Bill: Vol. 1)
  - Naomi Watts pour le rôle de Cristina Peck dans 21 Grammes (21 Grams) ♙
- 2005 : Imelda Staunton pour le rôle de Vera Drake dans Vera Drake ♙
  - Charlize Theron pour le rôle d'Aileen Wuornos dans Monster ♕
  - Kate Winslet pour le rôle de Clementine Kruczynski dans Eternal Sunshine of the Spotless Mind ♙
  - Kate Winslet pour le rôle de Sylvia Llewelyn Davies dans Neverland (Finding Neverland)
  - Zhang Ziyi pour le rôle de Mei dans Le Secret des poignards volants (十面埋伏)
- 2006 : Reese Witherspoon pour le rôle de June Carter Cash dans Walk the Line ♕
  - Judi Dench pour le rôle de Laura Henderson dans Madame Henderson présente (Mrs Henderson Presents) ♙
  - Charlize Theron pour le rôle de Josey Aimes dans L'Affaire Josey Aimes (North Country) ♙
  - Rachel Weisz pour le rôle de Tessa Quayle dans The Constant Gardener
  - Zhang Ziyi pour le rôle de Chiyo / Sayuri dans Mémoires d'une geisha (Memoirs of a Geisha)
- 2007 : Helen Mirren pour le rôle de la reine Élisabeth II dans The Queen ♕
  - Penélope Cruz pour le rôle de Raimunda dans Volver ♙
  - Judi Dench pour le rôle de Barbara Covett dans Chronique d'un scandale (Notes on a Scandal) ♙
  - Meryl Streep pour le rôle de Miranda Priestly dans Le Diable s'habille en Prada (The Devil Wears Prada) ♙
  - Kate Winslet pour le rôle de Sarah Pierce dans Little Children ♙
- 2008 : Marion Cotillard pour le rôle d'Édith Piaf dans La Môme ♕
  - Cate Blanchett pour le rôle de la reine Élisabeth Ire dans Elizabeth : l'Âge d'or (Elizabeth: The Golden Age) ♙
  - Julie Christie pour le rôle de Fiona Anderson dans Loin d'elle (Away From Her) ♙
  - Keira Knightley pour le rôle de Cecilia Tallis dans Reviens-moi (Atonement)
  - Elliot Page pour le rôle de Juno MacGuff dans Juno ♙
- 2009 : Kate Winslet pour le rôle de Hanna Schmitz dans The Reader ♕
  - Angelina Jolie pour le rôle de Christine Collins dans L'Échange (Changeling) ♙
  - Kristin Scott Thomas pour le rôle de Juliette Fontaine dans Il y a longtemps que je t'aime
  - Meryl Streep pour le rôle de la sœur Aloysious Beauvier dans Doute (Doubt) ♙
  - Kate Winslet pour le rôle d'April Wheeler dans Les Noces rebelles (Revolutionary Road)

### Années 2010
- 2010 : Carey Mulligan pour le rôle de Jenny dans Une éducation (An Education) ♙
  - Saoirse Ronan pour le rôle de Susie Salmon dans Lovely Bones (The Lovely Bones)
  - Gabourey Sidibe pour le rôle de Claireece "Precious" Jones dans Precious (Precious: Based on the Novel 'Push' by Sapphire) ♙
  - Meryl Streep pour le rôle de Julia Child dans Julie & Julia ♙
  - Audrey Tautou pour le rôle de Coco Chanel dans Coco avant Chanel
- 2011 : Natalie Portman pour le rôle de Nina Sayers dans Black Swan ♕
  - Annette Bening pour le rôle de Nic dans Tout va bien, The Kids Are All Right (The Kids Are All Right) ♙
  - Julianne Moore pour le rôle de Jules dans Tout va bien, The Kids Are All Right (The Kids Are All Right)
  - Noomi Rapace pour le rôle de Lisbeth Salander dans Millénium (Män som hatar kvinnor)
  - Hailee Steinfeld pour le rôle de Mattie Ross dans True Grit
- 2012 : Meryl Streep pour le rôle de Margaret Thatcher dans La Dame de fer (The Iron Lady) ♕
  - Bérénice Bejo pour le rôle de Peppy Miller dans The Artist[1]
  - Viola Davis pour le rôle d'Aibileen Clark dans La Couleur des sentiments (The Help) ♙
  - Michelle Williams pour le rôle de Marilyn Monroe dans My Week with Marilyn ♙
  - Tilda Swinton pour le rôle d'Eva Khatchadourian dans We Need to Talk about Kevin
- 2013 : Emmanuelle Riva pour le rôle d'Anne dans Amour ♙
  - Jessica Chastain pour le rôle de Maya dans Zero Dark Thirty ♙
  - Marion Cotillard pour le rôle de Stéphanie dans De rouille et d'os
  - Jennifer Lawrence pour le rôle de Tiffany dans Happiness Therapy (Silver Linings Playbook) ♕
  - Helen Mirren pour le rôle d'Alma Reville dans Hitchcock
- 2014 : Cate Blanchett pour le rôle de Jasmine dans Blue Jasmine ♕
  - Amy Adams pour le rôle de Sydney Prosser dans American Bluff (American Hustle) ♙
  - Sandra Bullock pour le rôle du Dr Ryan Stone dans Gravity ♙
  - Judi Dench pour le rôle de Philomena Lee dans Philomena ♙
  - Emma Thompson pour le rôle de Pamela L. Travers dans Dans l'ombre de Mary (Saving Mr. Banks)
- 2015 : Julianne Moore pour le rôle du Dr Alice Howland dans Still Alice ♕
  - Amy Adams pour le rôle de Margaret Keane dans Big Eyes
  - Felicity Jones pour le rôle de Jane Hawking dans Une merveilleuse histoire du temps (The Theory of Everything) ♙
  - Rosamund Pike pour le rôle d'Amy Dunne dans Gone Girl ♙
  - Reese Witherspoon pour le rôle de Cheryl Strayed dans Wild ♙
- 2016 : Brie Larson pour le rôle de Joy "Ma" Newsome dans Room ♕
  - Cate Blanchett pour le rôle de Carol Aird dans Carol ♙
  - Saoirse Ronan pour le rôle de Eilis Lacey dans Brooklyn ♙
  - Maggie Smith pour le rôle de Miss Mary Shepherd / Margaret Fairchild dans The Lady in the Van
  - Alicia Vikander pour le rôle de Gerda Wegener dans Danish Girl ♕
- 2017 : Emma Stone dans le rôle de Mia dans La La Land ♕
  - Amy Adams pour le rôle du Dr. Louise Banks dans Premier Contact (Arrival)
  - Emily Blunt pour le rôle de Rachel Watson dans La Fille du train (The Girl on the Train)
  - Meryl Streep pour le rôle de Florence Foster Jenkins dans Florence Foster Jenkins ♙
  - Natalie Portman pour le rôle de Jacqueline Kennedy-Onassis dans Jackie ♙
- 2018 : Frances McDormand pour le rôle de Mildred Hayes dans Three Billboards : Les Panneaux de la vengeance (Three Billboards Outside Ebbing, Missouri) ♕
  - Annette Bening pour le rôle de Gloria Grahame dans Film Stars Don't Die in Liverpool
  - Sally Hawkins pour le rôle d'Elisa Esposito dans La Forme de l'eau (The Shape of Water) ♙
  - Margot Robbie pour le rôle de Tonya Harding dans Moi, Tonya (I, Tonya) ♙
  - Saoirse Ronan pour le rôle de Christine "Lady Bird" McPherson dans Lady Bird ♙
- 2019 : Olivia Colman pour son rôle de reine Anne dans La Favorite (The Favourite) ♕
  - Glenn Close pour son rôle de Joan Castleman dans The Wife ♙
  - Lady Gaga pour son rôle de Ally Campana dans A Star Is Born ♙
  - Melissa McCarthy pour son rôle de Lee Israel dans Les Faussaires de Manhattan (Can You Ever Forgive Me?) ♙
  - Viola Davis pour son rôle de Veronica Rawlings dans Les Veuves (Widows)

### Années 2020
- 2020 : Renée Zellweger pour son rôle de Judy Garland dans Judy ♕
  - Jessie Buckley pour son rôle de Rose-Lynn Harlan dans Wild Rose
  - Scarlett Johansson pour son rôle de Nicole Barber dans Marriage Story ♙
  - Saoirse Ronan pour son rôle de Joséphine March dans Les Filles du docteur March (Little Women) ♙
  - Charlize Theron pour son rôle de Megyn Kelly dans Scandale ♙

- 2021 : Frances McDormand pour son rôle de Fern dans Nomadland ♕
  - Radha Blank pour son rôle de Radha dans The 40-Year-Old Version
  - Vanessa Kirby pour son rôle de Martha Weiss dans Pieces of a Woman ♙
  - Bukky Bakray pour son rôle de Olushola "Rocks" Omotoso dans Rocks
  - Wunmi Mosaku pour son rôle de Rial dans His House
  - Alfre Woodard pour son rôle de Bernadine Williams dans Clemency

- 2022 : Joanna Scanlan pour le rôle de Mary dans After Love
  - Lady Gaga pour le rôle de Patrizia Reggiani dans House of Gucci
  - Alana Haim pour le rôle d'Alana Kane dans Licorice Pizza
  - Emilia Jones pour le rôle de Ruby Rossi dans Coda
  - Renate Reinsve pour le rôle de Julie dans Julie (en 12 chapitres) (Verdens verste menneske)
  - Tessa Thompson pour le rôle de Irene « Reenie » Redfield dans Clair-obscur (Passing)

- 2023 : Cate Blanchett pour le rôle de Lydia Tár dans Tár ♙
  - Ana de Armas pour le rôle de Marilyn Monroe dans Blonde ♙
  - Viola Davis pour le rôle de Nanisca dans The Woman King
  - Danielle Deadwyler pour le rôle de Mamie Till-Mobley dans Emmett Till (Till)
  - Emma Thompson  pour le rôle de Nancy Stokes / Susan Robinson dans Mes rendez-vous avec Leo ('Good Luck to You, Leo Grande)
  - Michelle Yeoh pour le rôle d'Evelyn Wang dans Everything Everywhere All at Once ♕

- 2024 : Emma Stone pour son rôle de Bella Baxter dans Pauvres Créatures ♙
  - Fantasia Barrino pour son rôle de Celie Harris-Johnson dans La Couleur pourpre
  - Sandra Hüller pour son rôle de Sandra Voyter dans Anatomie d'une chute ♙
  - Carey Mulligan pour son rôle de Felicia Montealegre dans Maestro ♙
  - Margot Robbie pour son rôle de Barbie dans Barbie
  - Vivian Oparah (en) pour son rôle de Yas dans Toi et moi ?
- 2025 : Mikey Madison pour le rôle d'Anora « Ani » Mikheeva dans Anora
  - Cynthia Erivo pour le rôle d'Elphaba Thropp / la Méchante sorcière de l'Ouest dans Wicked
  - Karla Sofía Gascón pour le rôle d'Emilia Pérez dans Emilia Pérez
  - Demi Moore pour le rôle d'Elisabeth Sparkle dans The Substance
  - Marianne Jean-Baptiste pour le rôle de Pansy Deacon dans Deux sœurs (Hard Truths)
  - Saoirse Ronan pour le rôle de Rona dans The Outrun

## Statistiques

### Nominations multiples
12 : Meryl Streep
8 : Maggie Smith
7 : Anne Bancroft, Shirley MacLaine
6 : Julie Christie, Jane Fonda, Simone Signoret
5 : Judi Dench, Audrey Hepburn, Katharine Hepburn, Kate Winslet
4 : Cate Blanchett, Deborah Kerr, Helen Mirren, Saoirse Ronan, Emma Thompson, Joanne Woodward
3 : Amy Adams, Stéphane Audran, Annette Bening, Edith Evans, Mia Farrow, Ava Gardner, Glenda Jackson, Diane Keaton, Nicole Kidman, Sarah Miles, Julianne Moore, Elizabeth Taylor, Emily Watson
2 : Anouk Aimée,Julie Andrews, Peggy Ashcroft, Shirley Booth, Leslie Caron, Marion Cotillard, Judy Davis, Faye Dunaway, Jodie Foster, Goldie Hawn, Susan Hayward, Judy Holliday, Scarlett Johansson, Celia Johnson, Grace Kelly, Anna Magnani, Giulietta Masina, Frances McDormand, Virginia McKenna, Melina Mercouri, Hayley Mills, Yvonne Mitchell, Marilyn Monroe, Jeanne Moreau, Patricia Neal, Natalie Portman, Emmanuelle Riva, Julia Roberts, Rachel Roberts, Susan Sarandon, Maria Schell, Kristin Scott Thomas, Jean Simmons, Sissy Spacek, Barbra Streisand, Sylvia Syms, Jessica Tandy, Audrey Tautou, Charlize Theron, Uma Thurman, Rita Tushingham, Liv Ullmann, Julie Walters, Reese Witherspoon, Renée Zellweger, Zhang Ziyi

### Récompenses multiples
4 : Maggie Smith
3 : Anne Bancroft, Cate Blanchett, Audrey Hepburn, Simone Signoret
2 : Leslie Caron, Judi Dench, Jane Fonda, Katharine Hepburn, Shirley MacLaine, Patricia Neal, Rachel Roberts, Meryl Streep, Emma Thompson